# Kevin Powers
Pour les articles homonymes, voir Powers.
Kevin Powers, né le 11 juin 1980 à Richmond en Virginie, est un auteur américain et vétéran de la guerre d'Irak.

## Biographie
En 1997, il s'engage dans l'armée américaine à 17 ans et part combattre en Irak de 2004 à 2005. Il étudie ensuite la littérature à l'université de Virginie et à l'université du Texas où il obtient un diplôme en poésie.
En 2012, il publie son premier roman Yellow birds dans lequel il fait le récit en partie autobiographique de sa vie de soldat sur le front irakien, en particulier de la mort d'un camarade du narrateur, puis de l'impossible retour à la vie civile. Ce roman est classé parmi les « 10 best books of the year » (« 10 meilleurs livres de l'année ») par le New York Times en 2012.

## Œuvres

### Romans
- Yellow Birds, Stock, 2013 ((en) The Yellow Birds, 2012)Adaptation cinéma : The Yellow Birds
- L'Écho du temps, Delcourt, 2019 ((en) A Shout in the Ruins, 2018)

### Poésie
- 2015 : Lettre écrite pendant une accalmie dans les combats

## Prix
- 2012 : Guardian First Book Award pour Yellow Birds
- 2013 : Hemingway Foundation/PEN Award pour Yellow Birds